# Rosa Arias Álvarez
Rosa Arias Álvarez (Hospitalet de Llobregat, 9 de mayo de 1978) es una ingeniera química y tiene un máster en Energía. Rosa es la fundadora y consejera delegada de Science for Change y además, es la creadora de la app OdourCollect.
Se licenció en Ingeniería Química por la Universidad de Barcelona y máster en Energía con distinción por la Universidad Herriot-Watt de Edimburgo,es experta en gestión de la contaminación por olor y ciencia ciudadana.
En 2019 creó la empresa emergente (start-up) Science for Change, que promueve la participación activa de la ciudadanía en la ciencia para desarrollar servicios y productos. Lo hace con un enfoque de género inclusivo, tanto en sus objetivos como en la propia empresa, donde la plantilla está formada mayoritariamente por mujeres. En Science for Change abordan retos sociales, ambientales y de salud a través de la ciencia ciudadana, estrategias participativas y de cocreación.
Rosa Arias desarrolló OdourCollect, una app gratuita de ciencia ciudadana, que permite construir mapas colaborativos de olor a partir de los datos abiertos aportados por la ciudadanía. De esta manera se puede determinar si existe un problema de contaminación odorífera y es necesaria una intervención para controlarlo. La app actúa a nivel global y también permite señalar zonas de buenos olores e identificar su fuente. De esta manera, se identifican lugares agradables a nivel olfativo y las personas pueden construir su propio diario de olores, y recordar a qué huelen sus vacaciones o recuerdos de infancia.
Desde 2020 es miembro de la Junta Directiva de la Asociación Europea de Ciencia Ciudadana (ECSA, del inglés European Citizen Science Association). Esta asociación tiene por objetivo aumentar la democratización de la ciencia, fomentar el crecimiento de la ciencia ciudadana en Europa y apoyar la participación del público en los procesos de investigación. 
Ha sido asesora científica en el programa «Ciencia en el Parlamento» en el Congreso de los Diputados en Madrid; una iniciativa ciudadana independiente que tiene como objetivo acercar el conocimiento científico al poder legislativo para que pueda tomar decisiones basadas en la evidencia científica. También ha coordinado el centro español del proyecto HYPATIA para atraer niñas hacia las carreras de ciencias, tecnología, ingeniería y matemáticas ( STEM ). [cita requerida]
En marzo de 2022, fue seleccionada una de las "Top 100 Mujeres en Empresas Sociales", por la Red Europea Euclid Network.
Rosa Arias ha trabajado y coordinado proyectos europeos y nacionales como:
- D-NOSES, junto con la fundación ciencia ciudadana Ibercivis, en la que participaron más de 5.000 ciudadanos, 100 industrias, 200 responsables políticos y 500 académicos, hombres y mujeres, en el seguimiento de la contaminación por olor a nivel mundial.[9]
- NEWSERA, que trabaja en estrategias de comunicación innovadoras dirigidas a las partes interesadas de la cuádruple hélice, con 39 proyectos de ciencia ciudadana.[5][4]
- TRANSFORM, en el que el clúster catalán liderado por Science for Change, en colaboración con el Departamento de Estrategia Económica de la Generalidad de Cataluña y el grupo de investigación OpenSystems de la Universidad de Barcelona, introdujo los principios de la investigación y la innovación responsables (RRI) en la práctica de las políticas públicas y en la estrategia de especialización inteligente de Cataluña. Desarrollaron dos pilotos, uno en salud de las mujeres, con el objetivo de que las mujeres que padecen endometriosis participen en la toma de decisiones para mejorar su atención y reducir el tiempo del diagnóstico de la enfermedad, que se sitúa en unos ocho años.[10][11] Como resultado, cocrearon un informe de políticas públicas dirigido a los decisores políticos y al personal sanitario, que presenta las recomendaciones cocreadas por las mujeres para la mejora de los servicios sanitarios en relación con la endometriosis.[12] El otro piloto, en el ámbito de la gestión de residuos y la sostenibilidad en el Ayuntamiento de Mollet del Vallès, para mejorar el sistema de recogida selectiva de residuos del municipio.[13]
- COALESCE, del que Rosa Arias es la coordinadora científica, que consolidará, desarrollará e integrará el conocimiento generado y las conexiones en comunicación científica para construir el Centro Europeo de Competencia para la Comunicación Científica.[14]
- ToT Programme on Evidence for Policy del Joint Research Centre (JRC), de la Comisión Europea.[4]

También ha participado en dos programas marco de la Unión Europea: el H2020 y Horizonte Europa, que fomentan y apoyan la investigación y la innovación (I+I).
Rosa Arias ha participado como experta en el Ejercicio de Aprendizaje Mutuo sobre iniciativas de ciencia ciudadana - políticas y práctica (MLE-Mutual Learning Exercise) de la Comisión Europea. Participó en la elaboración de uno de los temas clave: buenas prácticas e impactos de la ciencia ciudadana.

## Olores y ciencia ciudadana
Arias propuso en 2018 una metodología de ciencia ciudadana para monitorizar la contaminación por olor, que fue validada en el marco del proyecto D-NOSES en 10 casos de estudio en Europa, Chile y Uganda. Barcelona fue el piloto pionero. Se recogieron más de 600 observaciones de olor a residuos y aguas residuales con la participación de más de 80 vecinos y vecinas en la zona del Fòrum y se evaluó su plausibilidad. Además, el proyecto D-NOSES tenía como objetivo adicional introducir la contaminación por olor en las agendas públicas, al ser un tema poco o no regulado en la mayoría de países europeos, siendo la segunda causa de queja medioambiental tras el ruido. Se creó un modelo de gobernanza multinivel y se produjeron documentos para informar políticas públicas, incluyendo un informe de políticas públicas, el Libro Verde en Contaminación por olor y la Hoja de ruta estratégica por la gobernanza de la contaminación por olor. Los resultados se presentaron a un evento en el Parlamento Europeo, Revisiting odour pollution in Europe, para pedir el reconocimiento de los olores ambientales como contaminante y pedir un marco regulador común europeo. Como resultado de la importancia de controlar la contaminación por olor mediante la ciencia ciudadana, se introdujo en una enmienda propuesta por el Comité Europeo de las Regiones (CoR en inglés) en el Plan de acción para la contaminación cero del Pacto Verde. La enmienda se aprobó por unanimidad el 27 de enero de 2022, que establece las bases para la adopción de metodologías de ciencia ciudadana para controlar la contaminación por olor a nivel europeo.
En el ámbito nacional se apostó por la creación de un grupo de trabajo por la estandarización de la metodología desarrollada en D-NOSES a nivel técnico en 2019, promovido por la asociación AMIGO, socios de D-NOSES. Se constituyó un grupo de más de 15 personas expertas, incluyendo consultores en contaminación por olor, expertos/as en ciencia ciudadana, actividades emisoras, autoridades ambientales y representantes de la ciudadanía que preparó el documento técnico. En 2023 y con la colaboración de la UNE, se ha publicado el borrador de norma PNE 77270 “Construcción de mapas de olor colaborativos mediante ciencia ciudadana”, que permitirá la adopción de la nueva metodología de forma oficial por parte de autoridades ambientales o actividades emisoras y promoverá futuras regulaciones para proteger a las comunidades afectadas. Además, se trata del primer estándar técnico con el nombre “ciencia ciudadana” en el título, lo que contribuirá al reconocimiento de la práctica y a aumentar la confianza en la validez de los datos generados por la ciudadanía.

## Premios
Con la creación de la app gratuita de OdourCollect, gana, en La Coruña, el premio Prismas Casa de las Ciencias a la Divulgación, en la categoría de mejor proyecto singular en 2021.
También en 2021 recibió la subvención concedida a empresas de base tecnológica lideradas por mujeres, de la Generalidad de Cataluña. Una iniciativa que se enmarca en el Plan DonaTIC que promueve el empoderamiento de las mujeres y el liderazgo femenino en el sector de las tecnologías de la información en Cataluña.
En mayo de 2022 recibió el premio eWoman Igualdad, concedido por El Periódico y Prensa Ibérica. Y en junio gana por su trayectoria profesional la segunda edición del Premio A Mujer Profesional Autónoma CaixaBank, en la Dirección Territorial de Barcelona, galardón que reconoce la excelencia empresarial de las profesionales autónomas de toda España, tanto por lo que se refiere al éxito de su actividad empresarial presente como la trayectoria general de su carrera.